# Средња Бистрица
Средња Бистрица (словен. Srednja Bistrica, мађ. Középbeszterce) је насељено место у општини Чреншовци, Помурска регија, Словенија.

## Историја
До територијалне реорганизације у Словенији била је у саставу старе општине Лендава.

## Становништво
У попису становништва из 2011. године, Средња Бистрица је имала 471 становника.
| Број становника према пописима | Број становника према пописима | Број становника према пописима |
| ------------------------------ | ------------------------------ | ------------------------------ |
| 1991                           | 2002                           | 2011                           |
| 469                            | 470                            | 471                            |

## Галерија
- крст
- натпис на крсту